# Sebastian Sternacki
Sebastian Sternacki, pseud. „Sebastianus Ambrosii Kazimiriensis” (ur. 1574, zm. 1635 w Rakowie) – drukarz braci polskich działający w Krakowie i Rakowie. 

## Życiorys
Miał brata Tomasza. Według Wacława Urbana pierwotnie nosił nazwisko Sternat i był synem chłopskim spod Oświęcimia, poddanym Jana Przypkowskiego. Według Alodii Kaweckiej-Gryczowej z jego pseudonimu „Sebastianus Ambrosii Kazimiriensis” użytego w roku 1623 wynika, że był synem Ambrożego i pochodził z Kazimierza, gdzie jeden z członków rodziny Sternackich był wójtem. 
Ożenił się z Jadwigą, córką drukarza Aleksego Rodeckiego. Pracował w krakowskiej drukarni teścia, być może na kierowniczym stanowisku. Pierwszym jego znanym drukiem było „Krótkie a prawdziwe opisanie dysputacyjej...” Jana Niemojewskiego. Był dwukrotnie żonaty. Po śmierci Jadwigi, najpóźniej w roku 1628 ożenił się z Elżbietą z Lunkwitzów, siostrą starszego zboru braci polskich. Z pierwszego małżeństwa miał córkę i dwóch synów: Pawła i Sebastiana.
20 kwietnia 1600 roku z powodu pogorszenia wzroku teścia przejął  drukarnię w Rakowie. W ciągu dwóch lat Sternacki ją zmodernizował i doposażył w urządzenia do druku nowoczesnej typografii zapewne łącząc te prace z otwarciem w roku 1602 Akademii Rakowskiej. Zwiększył też liczbę pras, co podniosło wydajność oficyny. Stworzył sieć dystrybucji książek zawierając umowy z księgarzami w Krakowie, Lublinie i Warszawie, a drukowane przez niego pozycje były dostępne również w innych miastach.
Pierwszą wydaną u niego pozycją była opublikowana w roku 1602 „Odpowiedź na scipt Przestrogą nazwany...” Hieronima Moskorzowskiego. W roku 1605 wydał Katechizm Rakowski, w 1608 jego przekład na język niemiecki, a w 1609 przekład na łacinę. Wydał 36 książek Fausta Socyna i ponad 30 polemik, traktatów i kazań Walentego Smalca. W latach 1606 i 1620 opublikował dwie polskojęzyczne edycje Nowego Testamentu, a w roku 1630 edycję niemieckojęzyczną. Drukował również podręczniki i lektury dla Akademii Rakowskiej. Oficyna Strenackiego ucierpiała w roku 1623 na skutek ograbienia Rakowa przez lisowczyków, co wpłynęło na spadek drukowanych tytułów. Wówczas synod braci polskich wyłożył fundusze na zakup papieru i czcionek z kasy zborowej. Łącznie w latach 1602–1635 opublikował około 220 sygnowanych tytułów, które rozchodziły się po niemal całej Europie, co stawiało jego oficynę w czołówce drukarni w Rzeczypospolitej w pierwszej połowie XVII wieku. 
Drukarnię pozostawił synowi Pawłowi. Działała ona do roku 1638, gdy pod wpływem biskupa krakowskiego Jakuba Zadzika wraz z Akademią Rakowską i zborem braci polskich została ona zlikwidowana na mocy ustawy sejmowej.